# Myodocopida
Ordre
Les Myodocopida constituent un ordre d'ostracodes. 

## Classification
Selon World Register of Marine Species (30 novembre 2015) :
- sous-ordre Myodocopina
  - super-famille Cylindroleberidoidea Müller, 1906
    - famille Cylindroleberididae Müller, 1906

  - super-famille Cypridinoidea Baird, 1850
    - famille Cypridinidae Baird, 1850

  - super-famille Entomozoidea Pribyl, 1951 †
    - famille Entomozoidae Pribyl, 1951 †
    - famille Rhomboentomozoidae Gruendel, 1962 †

  - super-famille Nymphatelinoidea Siveter, Siveter, Sutton & Briggs, 2007 †
    - famille Nymphatelinidae Siveter, Siveter, Sutton & Briggs, 2007 †

  - super-famille Sarsielloidea Brady & Norman, 1896
    - famille Philomedidae Müller, 1906
    - famille Rutidermatidae Brady & Norman, 1896
    - famille Sarsiellidae Brady & Norman, 1896
- sous-ordre Paleomyodocopina †
  - infra-ordre Cypridinelliformoidea †
    - famille Cypridinelliformidae Kornicker & Sohn, 2000 †

  - infra-ordre Nodophilomedoidea †
    - famille Nodophilomedidae Kornicker & Sohn, 2000 †

  - super-famille Swainelloidea Kornicker & Sohn, 2000 †
    - famille Swainellidae Kornicker & Sohn, 2000 †

  - famille Entomozocopina Gründel, 1969 †
- famille Entomozocopina Gründel, 1969 †